# Gottfried Schatz

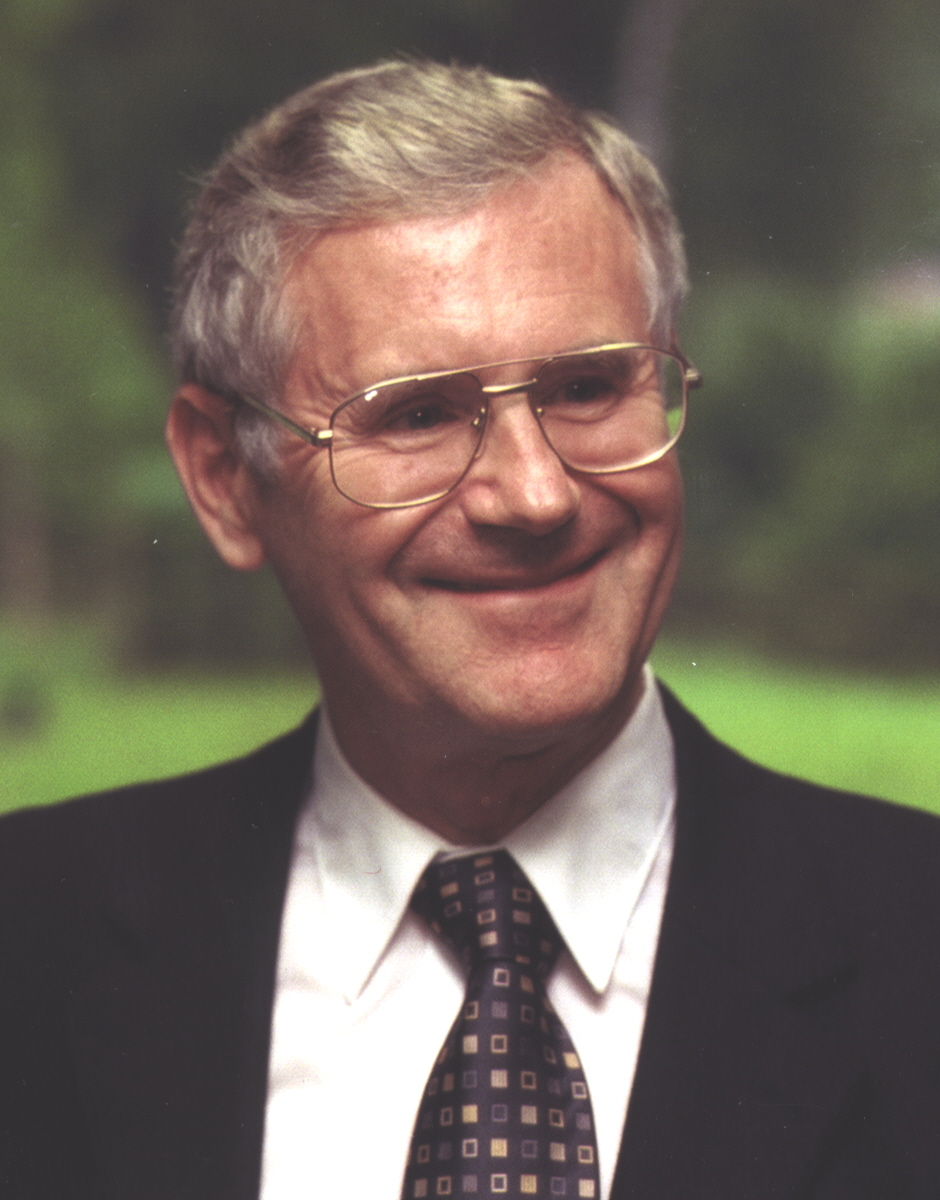
Gottfried Schatz

Gottfried Schatz (sinh ngày 18.8.1936 tại Strem, Áo) là nhà hóa sinh người Áo-Thụy Sĩ đã đóng vai chính trong việc làm sáng tỏ việc phát sinh ti thể và là người đồng phát hiện DNA ti thể.

## Cuộc đời và Sự nghiệp
Sau khi đậu bằng tiến sĩ hóa học và hóa sinh ở Đại học Graz (Áo), ông làm nghiên cứu hậu tiến sĩ ở Đại học Wien và ở "Viện Y tế công cộng" của thành phố New York. Năm 1968, ông di cư sang Hoa Kỳ để đảm nhiệm chức giáo sư ở Đại học Cornell tại Ithaca, New York. Sáu năm sau, ông trở lại châu Âu để làm giáo sư ở trung tâm Sinh học Biocenter mới thành lập thuộc Đại học Basel từ năm 1983 tới 1985. Từ năm 1984 tới 1989 ông làm tổng thư ký của Tổ chức Sinh học phân tử châu Âu. Sau khi nghỉ hưu, năm 2000, ông làm chủ tịch Hội đồng Khoa học và Công nghệ Thụy Sĩ tới năm 2003.
Ông là tác giả của trên 200 xuất bản phẩm chuyên môn cũng như 2 sách tiểu luận phổ biến khoa học. Quyển tự truyện khoa học của ông nhan đề "Interplanetary travels" được xuất bản năm 2000.

## Giải thưởng và Vinh dự
- 1967 Giải Innitzer
- 1983 Huy chương vàng Emil Christian Hansen, Quỹ Carlsberg
- 1985 Hội viên danh dự Hội Hóa sinh Nhật Bản
- 1986 Viện sĩ Viện Hàn lâm Khoa học Leopoldina Đức
- 1986 Huy chương Hans Krebs
- 1987 Viện sĩ nước ngoài Viện Hàn lâm Khoa học và Nghệ thuật Hoa Kỳ
- 1988 Huy chương Otto Warburg, Hội Hóa sinh Đức
- 1988 Viện sĩ Viện Hàn lâm châu Âu (Academia Europæa)
- 1989 Viện sĩ nước ngoài Viện lâm Khoa học quốc gia Hoa Kỳ
- 1990 Giải Y học Louis-Jeantet
- 1991 Thập tự danh dự Khoa học Nghệ thuật, Cộng hòa Áo
- 1993 Huy chương Schleiden, Viện Hàn lâm Khoa học Leopoldina Đức
- 1993 Viện sĩ nước ngoài Viện Hàn lâm Khoa học Áo
- 1993 Giải Marcel Benoist
- 1994 Viện sĩ, de:Nordrhein-Westfälische Akademie der Wissenschaften
- 1996 Tiến sĩ danh dự, Đại học Comenius tại Bratislava
- 1997 Huy chương Lynen, Đại học Miami, Hoa Kỳ
- 1997 Viện sĩ nước ngoài Viện Hàn lâm Khoa học Hoàng gia Thụy Điển
- 1998 Giải quốc tế Quỹ Gairdner
- 1998 Viện sĩ nước ngoài, Viện Hàn lâm Khoa học và Nghệ thuật Hoàng gia Hà Lan (Koninklijke Nederlandse Akademie van Wetenschappen)
- 2000 Huy chương bạc công trạng, Cộng hòa Áo
- 2000 Tiến sĩ danh dự Đại học Stockholm
- 2000 Huy chương Edmund B. Wilson
- 2004 Giải Antonio Feltrinelli, Rome
- 2006 Giải Reinach
- 2008 Hội viên Hiệp hội xúc tiến Khoa học Hoa Kỳ
- 2009 Huân chương Khoa học và Nghệ thuật Áo
- 2009 Giải Văn hóa về Khoa học châu Âu (European Prize for Culture in Science)[3], European Foundation for Culture «Pro Europa»[4]

## Tác phẩm
- Gottfried Schatz: Feuersucher: Die Jagd nach dem Geheimnis der Lebensenergie - NZZ Buchverlag, Zürich, 2011 - ISBN 3038236772
- Gottfried Schatz: A Matter of Wonder. What Biology Reveals about Us, Our World, and Our Dreams (Translated by A. Shields). S. Karger AG, Basel, 2011 – ISBN 978-3-8055-9744-9
- Gottfried Schatz: Jeff’s View on Science and Scientists,. Elsevier BV/FEBS 2006 - ISBN 978-0-444-52133-0
- Gottfried Schatz: Jenseits der Gene. Essays über unser Wesen, unsere Welt und unsere Träume, NZZ Libro, 2008 - ISBN 978-3038234531; Audio Version on CD: Kein & Aber, 2008 - ISBN 978-3036912462
- Gottfried Schatz: Die Welt in der wir leben: Ein Biologe über unser Wesen, unsere Träume und den Grund der Dinge - Herder, 2010 - ISBN 3451057921